# Laïla Abid
Laïla Abid (Meknes, 21 maart 1977) is een Marokkaans-Nederlandse voormalige journaliste en was van 2018 tot 2023 werkzaam in de pr en communicatie bij de Nederlandse tak van Paramount (voorheen ViacomCBS) waar onder meer MTV, Nickelodeon en Comedy Central deel van uitmaken.

## Loopbaan
Abids carrière begon bij de AVRO, waar zij op locatie het misdaadprogramma Opsporing Verzocht presenteerde. Daarna ging ze voor twee jaar aan de slag bij radiostation AmsterdamFM. Sinds februari 2005 werkte ze als nieuwslezeres bij de regionale omroep RTV Noord-Holland en sinds 2007 was Abid werkzaam bij de commerciële nieuwszender BNR Nieuwsradio. Vanaf maart 2008 tot 2011 presenteerde zij het NOS Journaal; ze nam vooral de ochtend- en middaguitzendingen voor haar rekening. Dit deed ze drie dagen per week. Daarnaast werkte zij op de buitenlandredactie van NOS Nieuws. Abid is overgestapt van de journalistiek naar pr en communicatie. In 2018 ging Laila Abid werken bij Paramount (voorheen) ViacomCBS om de pr en promotie te doen van zenders met vooral Amerikaanse content zoals Paramount Network, Comedy Central, Nickelodeon en MTV.  Laïla Abid heeft Paramount in 2023 verlaten. 
Tevens is Laïla Abid sinds 2020 lid van de Raad van Toezicht van de Hogeschool voor de Kunsten Utrecht. Verder is zij lid van de Raad van Toezicht van de Volksuniversiteit Amsterdam en lid van de Raad van Toezicht van Theater Rotterdam.